# Peter Jenniskens
Petrus Matheus Marie (Peter) Jenniskens (Meterik, 1962) is Nederlands-Amerikaanse astronoom. Hij is senior-onderzoekswetenschapper bij het Carl Sagan Center van het SETI Institute, en onderzoekswetenschapper bij het Ames Research Center (ARC) van NASA. Jenniskens is internationaal expert op het gebied van meteorenzwermen, en meteoren in algemene zin. Hij is vooral bekend vanwege het vinden van brokstukken van planetoïde 2008 TC3, publicaties over planetoïde 2003 EH1, en zijn gezaghebbende Atlas of Earth's Meteor Showers. De meteorenatlas geeft informatie over meteorenzwermen en kwam mede tot stand met gegevens die door amateurastronomen werden verzameld. Een andere bekende publicatie van hem is Meteor Showers and their Parent Comets.

## Carrière
Jenniskens werd geboren in de provincie Limburg. Als kind kreeg hij op Sint-Nicolaasdag een kleine telescoop, maar die viel al snel kapot, waarna zijn broer en hij met vakantiewerk spaarden voor een betere. Een blijvende indruk op hem maakte destijds het 's ochtends vroeg zien van de Perseïden. In 1988 behaalde hij zijn doctoraalexamen in sterrenkunde aan de Universiteit Leiden. Tijdens zijn studie nam Jenniskens met kameraden van de Dutch Meteor Society, waarvan hij uiteindelijk decennia actief lid was, meteoren waar. Hij promoveerde in 1992 in Leiden. Zijn promotoren waren Harm Habing, Mayo Greenberg en Menno de Groot. Voor zijn proefschrift, Organic Matter in Interstellar Extinction, had hij zich onder meer verdiept in diffuse interstellaire banden. Als postdoc bestudeerde hij bij ARC het ijs van kometen, en in 1995 ging hij aan de slag bij SETI.

## Onderzoek
Eind november 1995 kwam voor het eerst een voorspelling van hem uit, namelijk de uitbarsting van een verder onopvallende meteorenzwerm. Aangezien satellieten tijdens zulke meteorenstormen gevaar lopen toonde de ruimtevaartwereld interesse voor Jenniskens' werk, en kreeg hij van NASA geld om zijn onderzoek uit te breiden en te verbeteren. Vanaf dat moment is hij hoofdonderzoeker en missieleider van allerhande projecten. Met name is hij vaak actief als meteoor-stormjager. In 2001 was hij hoofdonderzoeker van een missie aangaande de Leoniden, maar mocht desondanks, door de aanslagen op 11 september 2001, als vreemdeling niet meevliegen. In 2010 was Jenniskens missieleider aan boord van een Douglas DC-8 die de rentree van Japanse ruimtesonde Hayabusa met high frame rate-camera's in beeld bracht. In 2013 deed hij samen met Russische onderzoekers veldwerk in het Oeralgebied om meer te weten te komen over (brokstukken van) de meteoroïde bij Tsjeljabinsk. In 2014 werd onder zijn leiding de historie achterhaald van de Novato-meteoriet, een grote ruimtesteen die in oktober 2012 op het dak van een huis in Novato terechtkwam. In 2015 gaf hij leiding over een team van Amerikaanse en Duitse wetenschappers die vanuit een vliegtuig de rentree volgden van de kunstmatige satelliet WT1190F. In 2024 vond Jenniskens, in samenwerking met een aantal Duitse organisaties, in een veld nabij het Duitse dorp Ribbeck brokstukken van planetoïde 2024 BX1.
Verder schreef hij artikelen voor diverse astronomie websites, waaronder Space.com en eMetN. Hij ontving meerdere onderscheidingen (awards) van NASA.

## Brokstukken 2008 TC3
In oktober 2008 sloeg planetoïde 2008 TC3 in. Diens kleine meteorieten, die neerkwamen in de Nubische Woestijn in Noord-Soedan, worden gezamenlijk "Almahata Sitta" genoemd. Het is de Arabische naam voor Treinstation Zes, de plek waar ooggetuigen de inslag waarnamen. Op uitnodiging van de Universiteit van Khartoem ging Jenniskens in december 2008 naar Soedan. Als expeditieleider trok hij samen met de Soedanese astronoom Muawia Shaddad en diens studenten de Nubische Woestijn in, op zoek naar brokstukken van de planetoïde. Op 6 december 2008 vond student Mohammad Alamin er het eerste brokstuk. Op 28 februari 2009 vond Jenniskens zijn eerste brokstuk. Hij zei erover: 
"It was an incredible feeling. I realized that I was the first person to lay eyes on these rocks from space, laying there in the sand much the same as the day they fell on the ground."
 Het was voor het eerst dat sterrenkundigen eerst een planetoïde hadden waargenomen door telescopen, en vervolgens meteorieten ervan konden terugvinden om te bestuderen.

## CAMS
In 2010 startte onder zijn leiding het internationale project 'Cameras for All-Sky Meteor Surveillance'. Jenniskens geeft nog immer leiding over dit door de NASA gesponsorde project, dat met behulp van een wereldwijd netwerk van videocamera's meteoren registreert. In 2011 introduceerde hij het CAMS-systeem in Nederland, op de gezamenlijke meteorendag van de Werkgroep Meteoren en de Dutch Meteor Society. In 2019 maakten zo'n zestig camera's in Nederland en België er deel van uit. Het "Small Camera Network" van de Dutch Meteor Society stond aanvankelijk onder leiding van hem en Rudolf Veltman.

## Overige
Op 20 november 2002 werd de planetoïde (42981) Jenniskens, een paar jaar ervoor ontdekt als 1999 TY224, vernoemd naar hem. Hij is lid van de Internationale Astronomische Unie.